# Marie-Henri-Charles Raoux
Marie-Henri-Charles Raoux, francoski general, * 1885, † 1968.